# Próchnica zębów
Próchnica zębów (łac. caries dentium) – bakteryjna choroba zakaźna tkanek twardych zęba objawiająca się demineralizacją substancji nieorganicznych i następnie proteolizą substancji organicznych z powodu działania kwasów wytworzonych przez bakterie w płytce nazębnej w wyniku metabolizmu cukrów pochodzenia zewnątrz- i wewnątrzustrojowego. Na ziemiach dzisiejszej Polski najstarsze ślady próchnicy znane są już z mezolitu.

## Przyczyny
Aby doszło do rozwoju próchnicy muszą jednocześnie zaistnieć cztery czynniki:
1. bakterie
2. cukry
3. podatność zębów
4. czas.

Każdy z nich jest czynnikiem koniecznym, samodzielnie niewystarczającym, do powstania próchnicy.

### Bakterie
Głównymi bakteriami odpowiedzialnymi za rozwój próchnicy są L. acidophilus oraz paciorkowce, a z nich najważniejsze to Streptococcus mutans. Inne próchnicotwórcze bakterie to: S. salivarius, S. mitis, S. sanguinis, Enterococcus faecalis. Bakterie te są zdolne do zainicjowania procesu próchnicowego, poprzez wytwarzanie kwasów w wyniku metabolizowania cukrów (głównie kwas mlekowy). Zakwaszone środowisko (pH poniżej 5,5) sprzyja demineralizacji szkliwa.
Ponadto bakterie te uczestniczą w powstawaniu płytki nazębnej. Stanowi ona doskonałe środowisko dla rozwoju bakterii pierwotnie tlenowych, a z czasem względnie beztlenowych.

### Cukry
Cukry są podstawą metabolizmu bakterii. Znajdują się w różnych pokarmach w różnych ilościach. Cukry występujące naturalnie w pokarmach mają niewielkie znaczenie dla rozwoju próchnicy. Większą rolę odgrywają rafinowane cukry sztucznie dodawane do pokarmów. Cukry różnią się swoim działaniem próchnicotwórczym. Najbardziej do jej rozwoju predysponują sacharoza, glukoza i fruktoza. Skrobia ma znikomy wpływ na rozwój próchnicy.
Substytuty cukru takie jak aspartam nie wywołują próchnicy.
Bakterie bytujące w płytce nazębnej reagują na zwiększone stężenie cukrów na trzy sposoby:
- przyspieszeniem metabolizmu,
- skróceniem szlaków metabolicznych – metabolizm cukrów jest ograniczony tylko do glikolizy i wytworzenia kwasu mlekowego (co prowadzi do zakwaszenia płytki i demineralizacji twardych tkanek zęba),
- polimeryzacją cukrów i ich zmagazynowaniem poza komórką, (tak powstaje lepki, nierozpuszczalny polimer glukozy mutan, który stanowi główny element spajający płytkę nazębną).

### Podatność zębów
Podatność na próchnicę jest cechą osobniczą. Zapadalność na próchnicę jest różna u różnych osób. Wynika to zarówno z predyspozycji genetycznych, jak i z warunków socjalnych, w których rozwija się i przebywa człowiek. Dostarczanie wapnia i fluoru w okresie płodowym, jak i w okresie wzrostu ma bardzo duży wpływ na podatność zębów na próchnicę.

### Czas
Aby doszło do powstania próchnicy trzy powyższe czynniki muszą zaistnieć jednocześnie odpowiednio długo w czasie. Nawet wysokie spożycie cukru przy podatnych na próchnicę zębach nie musi prowadzić do rozwoju tej choroby, warunkiem jest jednak dokładne i częste oczyszczanie zębów z pozostałości pokarmowych. Na rozwój próchnicy może mieć wpływ także zaburzenie w wydzielaniu śliny, która działa bakteriobójczo, remineralizuje niewielkie ubytki, wypłukuje resztki pokarmowe.

## Profilaktyka
Profilaktyka polega głównie na edukacji zdrowotnej, endogennym i egzogennym dostarczaniu fluorków (fluorek sodu, fluorokrzemian) do organizmu, szczotkowaniu zębów, stosowaniu płukanek, nici dentystycznych i innych przyborów do higieny jamy ustnej, unikaniu częstego spożywania węglowodanów próchnicogennych (głównie sacharoza, ale również glukoza, fruktoza, maltoza), wizytach kontrolnych w gabinecie dentystycznym.
Mikrobiolodzy z UCLA School of Dentistry w listopadzie 2011 ogłosili, iż opracowali płukankę do ust zawierającą STAMP (ang. specifically targeted anti-microbial peptides) o symbolu C16G2, dobrze rokującą jeśli chodzi o eliminację S. mutans (bez wpływu na bakterie saprofityczne) i zapobieganie próchnicy. Jest to pierwsze tego typu celowane działanie na świecie.
Opisany w 2016 roku kierunek działania w profilaktyce próchnicy polega na zastosowaniu probiotycznych szczepów bakterii, które mogą w naturalny sposób wyprzeć z jamy ustnej bakterie odpowiedzialne za rozwój próchnicy oraz wpłynąć na poprawę zdrowia jamy ustnej zarówno dorosłych jak i dzieci. Dobroczynnym szczepem bakterii o udokumentowanym działaniu w profilaktyce próchnicy jest szczep Streptococcus salivarius M18. W badaniu opublikowanym w 2015 roku podawano dzieciom w wieku 6-17 lat szczep Streptococcus salivarius M18 w formie pastylek do ssania przez 3 miesiące. Pastylki podawano codziennie wieczorem, przed snem, po umyciu zębów. Badanie wykazało, że stosowanie szczepu Streptococcus salivarius M18 przez 3 miesiące redukuje liczbę bakterii Streptococcus mutans (odpowiedzialnych za rozwój próchnicy) o 74%, redukuje akumulację płytki nazębnej o 50% i powoduje, że ponad 3-krotnie wzrasta szansa na uniknięcie nowego ubytku (przed badaniem szansa na uniknięcie nowego ubytku wynosiła 20%, po zastosowaniu szczepu Streptococcus salivarius M18 wzrosła do 70%).

## Leczenie
Zniszczona struktura zęba nie regeneruje się, jednak leczenie może powstrzymać postępującą próchnicę. Celem leczenia jest zachowanie zęba i zapobieżenie powikłaniom.
Wypełnianie zębów polega na usunięciu uszkodzonych tkanek zęba i umieszczenie w ich miejsce materiału przeznaczonego do odbudowy zębów. Najczęściej stosowane materiały to kompozyty i glassionomery.
W przypadkach bardzo zaawansowanego procesu próchnicowego dochodzi do zakażenia tkanek miękkich znajdujących się w zębie. Wówczas zachodzi konieczność leczenia kanałowego w związku z rozwijającym się zapaleniem miazgi zęba. Całkowite zaniedbanie leczenia próchnicy może doprowadzić do rozwinięcia się zgorzeli (stanu gnilnego rozkładu miazgi zęba) bądź całkowitej destrukcji tkanek korony zęba, co skutkuje koniecznością jego usunięcia bądź leczenia protetycznego.
Dostępna jest już nowoczesna metoda leczenia próchnicy ozonem, polegająca na bezpośrednim kontakcie zaatakowanego zęba z ozonem. Dzięki temu tkanka zęba remineralizuje się, jednak tylko w przypadku niewielkich ubytków.

## Rodzaje próchnicy
Próchnicę można podzielić na kilka rodzajów, w zależności od miejsca występowania oraz przebiegu – wyróżnia się:
- Próchnicę kwitnącą – szybko postępująca próchnica, obejmująca w krótkim czasie wiele zębów. W wielu przypadkach dotyczy powierzchni zębów wolnych od próchnicy. Można ją stwierdzić u osób ze zmniejszonym wydzielaniem śliny, bądź u młodych ludzi spożywających często kariogenne produkty.
- Próchnicę wczesną – pojawia się na zębach mlecznych w niedługim czasie od momentu ich wyrznięcia. Najczęściej dotyczy zębów siecznych szczęki, a następnie rozwija się dalej i atakuje kolejne grupy zębów. Powstaje na powierzchniach wargowych w okolicy szyjki zęba, czyli tuż przy dziąśle. Charakteryzuje się bardzo szybkim przebiegiem, w wyniku którego dochodzi do zniszczenia dużej powierzchni zębów w krótkim czasie.
- Próchnicę wczesnego dzieciństwa (ECC) – jest jedną z odmian próchnicy wczesnej. Przyczyną jest przedłużone karmienie butelką dziecka, szczególnie jeśli są to pokarmy sztucznie dosładzane. Mają one zazwyczaj papkowatą konsystencję, co powoduje przyklejanie się resztek do słabo zmineralizowanych zębów w miejscu przylegania smoczka. W bardzo szybkim czasie powstają tam ubytki próchnicowe. Dawniej określana próchnicą butelkową.
- Próchnicę ostrą – występuje gdy atak bakteryjny jest dominujący nad procesami obronnymi zęba. Najczęściej dotyka osoby młode, gdyż kanaliki zębinowe są u nich znacznie szersze niż u dorosłych, co sprzyja szybkiemu rozwojowi próchnicy. Przybiera ona wtedy kolor jasny i miękką, mazistą konsystencję.
- Próchnicę przewlekłą – występuje najczęściej u osób dorosłych i starszych. Jej postępowanie jest wolniejsze niż próchnicy ostrej, co związane jest z fizjologicznymi mechanizmami obronnymi, jak odkładanie się zębiny wtórnej obronnej. Kanaliki zębinowe z wiekiem stają się coraz węższe, co również zapobiega szybkiemu rozwojowi próchnicy. Przybiera ona ciemny kolor i dosyć twardą konsystencję.
- Próchnicę wtórną – powstaje wokół wcześniej założonego wypełnienia. Przyczyną mogą być błędy podczas opracowywania ubytku, jakość materiału do wypełnienia, brak szczelności brzeżnej wypełniania, bądź odłamanie jego brzegu.
- Próchnicę nietypową – powstaje w zębach martwych (leczonych kanałowo bądź z obumarłą miazgą)

## Diagnostyka
Niektóre nowsze metody rozpoznawania próchnicy
- metody optyczne i wizualne z wykorzystaniem
  - lusterka
  - lup
  - mikroskopu
  - fluorescencji
- wykorzystanie kamery wewnątrzustnej
- diafanoskopia
- radiografia, radiografia cyfrowa
- metody wykorzystujące opór elektryczny

## Klasyfikacja ICD10
| kod ICD10     | nazwa choroby                 |
| ------------- | ----------------------------- |
| ICD-10: K02   | Próchnica zębów               |
| ICD-10: K02.0 | Próchnica szkliwa             |
| ICD-10: K02.1 | Próchnica zębiny              |
| ICD-10: K02.2 | Próchnica korzenia            |
| ICD-10: K02.3 | Próchnica zatrzymana          |
| ICD-10: K02.4 | Odontoklazja                  |
| ICD-10: K02.8 | Inne postaci próchnicy zębów  |
| ICD-10: K02.9 | Próchnica zębów, nieokreślona |